# 노랑목청서
노랑목청서(학명 : Sciurus gilvigularis)는 다람쥐과 청서속에 속하는 설치류의 일종이다. 브라질과 가이아나, 베네수엘라에서 발견된다.

## 아종
2종의 아종이 알려져 있다.
- S. g. gilvigularis
- S. g. paraensis